# Skeleton Crew
Skeleton Crew — авангардная музыкальная группа, трио, основанное в 1982 году Томом Корой, Фрэдом Фритом и Зиной Паркинс.

## История группы
Группа Skeleton Crew была основана в 1982 году Томом Корой, Фрэдом Фритом и Зиной Паркинс.
Группа просуществовала до 1986 года.

## Дискография

### Студийные альбомы
- 1984 — Learn to Talk (LP, Rift Records, U.S.)
- 1986 — The Country of Blinds (LP, Rift Records, U.S.)

### Компиляции
- 1990 — Learn to Talk / Country of Blinds (CD, RecRec Music, Switzerland) – Learn to Talk and The Country of Blinds combined on a single CD, minus two tracks from Learn to Talk and one track from The Country of Blinds.
- 2005 — Learn to Talk / The Country of Blinds (2xCD, Fred Records, U.K.) – Learn to Talk and The Country of Blinds reissued on a double CD, minus one track from The Country of Blinds, plus ten extra tracks.